# Pădurea Dălhăuți
Pădurea Dălhăuți este o arie protejată (arie specială de conservare — SAC, sit de importanță comunitară — SCI) din România, desemnată în scopul protejării biodiversității și menținerii într-o stare de conservare favorabilă a florei spontane și faunei sălbatice, precum și a habitatelor naturale de interes comunitar aflate în arealul zonei de protecție. Aceasta se întinde în nord-estul Munteniei, pe teritoriul județului Vrancea.

## Localizare
Aria naturală se întinde în partea central sudică a județului Vrancea (în estul Subcarpaților de Curbură acoperind bazinul superior al văii Dălhăuților) pe teritoriile administrative ale comunelor Cârligele și Cotești, lângă drumul județean (DJ205B) care leagă satul Faraoanele de Blidari.

## Înființare
Aria naturală fost declarată sit de importanță comunitară prin Ordinul Ministerului Mediului și Dezvoltării Durabile Nr.1964 din 13 decembrie 2007 (privind instituirea regimului de arie naturală protejată a siturilor de importanță comunitară, ca parte integrantă a rețelei ecologice europene Natura 2000 în România). Acesta se întinde pe o suprafață de 201.2 hectare și include rezervația naturală Pădurea Schitu - Dălhăuți. Situl a fost protejat și ca arie specială de conservare în mai 2022.

## Biodiversitate
Aria protejată reprezintă o zonă naturală (păduri de foioase, pășuni) încadrată în regiunea geografică continentală a bioregiuneii Carpaților de Curbură, grupare sudică ce aparține Orientalilor.
Situl conservă două habitate de interes comunitar (Păduri de fag de tip Asperulo-Fagetum, Păduri de stejar cu carpen de tip Galio-Carpinetum) și protejează mai multe specii din fauna sălbatică și flora spontană caracteristice etajului piemontan ale acestei grupări montane de curbură a Munților Carpați.
Fauna sitului are în componență o gamă diversă de mamifere, păsări, reptile, amfibieni și insecte protejate la nivel european (Directiva Consiliului European 92/43/CE din 21 mai 1992 (privind conservarea habitatelor naturale și a speciilor de faună și floră sălbatică), sau aflate pe lista IUCN.
Mamifere cu specii de: urs brun (Ursus arctos)), lup cenușiu (Canis lupus), râs eurasiatic (Lynx lynx), cerb (Cervus elaphus), căprioară (Capreolus capreolus), vulpe (Vulpes vulpes), pisică sălbatică (Felis silvestris), viezure (Meles meles), iepure de câmp (Lephus europaeus);
Păsări (migratoare, de pasaj) protejate la nivel european prin Directiva CE 147/CE (anexa I-a) din 30 noiembrie 2009: acvilă țipătoare mică (Aquila pomarina), gaia roșie (Milvus milvus), șorecar comun (Buteo buteo), pupăză (Upupa epops), cuc (Cuculus canorus), ciocănitoarea pestriță mare (Dendrocopos major), ciocănitoarea verde (Picus viridis), cânepar (Carduelis cannabina), botgros (Coccothraustes coccothraustes), dumbrăveancă (Coracias garrulus), privighetoarea de zăvoi (Luscina luscina), turturică (Streptopelia turtur), silvia cu cap negru (Sylvia atricapilla);
Reptile și amfibieni: șarpele lui Esculap (Zamenis longissimu), șarpele de alun (Coronella austriaca), șarpele orb (Anguis fragilis), șarpe de casă  (Natrix natrix), șopârlă de munte (Zootoca vivipara), șopârlă de câmp (Lacerta agilis), gușter (Lacerta viridis), broasca roșie de munte (Rana temporaria), broasca roșie de pădure (Rana dalmatina), broasca mare de lac (Rana ridibunda), sălămâzdră de uscat (Salamandra salamandra salamandra);
Nevertebrate: rădașca (Lucanus cervus) și croitorul cel mare al stejarului (Cerambyx cerdo), două specii rare din ordinul coleopterelor; ultima aflată pe lista roșie a Uniunii Internaționale pentru Conservarea Naturii.
Printre elementele vegetale semnalate în arealul sitului se află câteva rarități floristice (arbori, arbusti, ierburi și flori) protejate la nivel european prin aceeași Directivă CE 92/43 din 21 mai 1992: 
Arbori și arbusti: stejar (Quercus robur), gorun (Quercus petraea), fag (Fagus sylvatica), carpen (Carpinus betulus), ulm (Ulmus carpinifolia), paltin de munte (Acer pseudoplatanus), cireș sălbatic (Cerasus avium), corn (Cornus mas), soc (Sambucus nigra), mur (Rubus fruticosus), măceș (Rosa canina); 
Flori și ierburi: Dactylorhiza maculata - o orhide cunoscută sub denumirea populară de „Mâna Maicii Domnului”, papucul doamnei (Cypripedium calceolus), breabăn (Cardamine glanduligera), crucea voinicului (Hepatica transsilvanica), pecetea lui Solomon (Polygonatum verticillatum), smeoaie (Seseli gracile), căpșunică (Cephalanthera rubra), mierea ursului (Pulmonaria rubra), untul pământului (Tamus communis), lăptucul oii (Telekia speciosa), cujucărea de munte (Valeriana tripteris), brustur-negru (Symphytum cordatum), Koeleria macrantha (o specie de graminee endemică pentru această zonă), rogoz (Carex sylvatica).

## Căi de acces

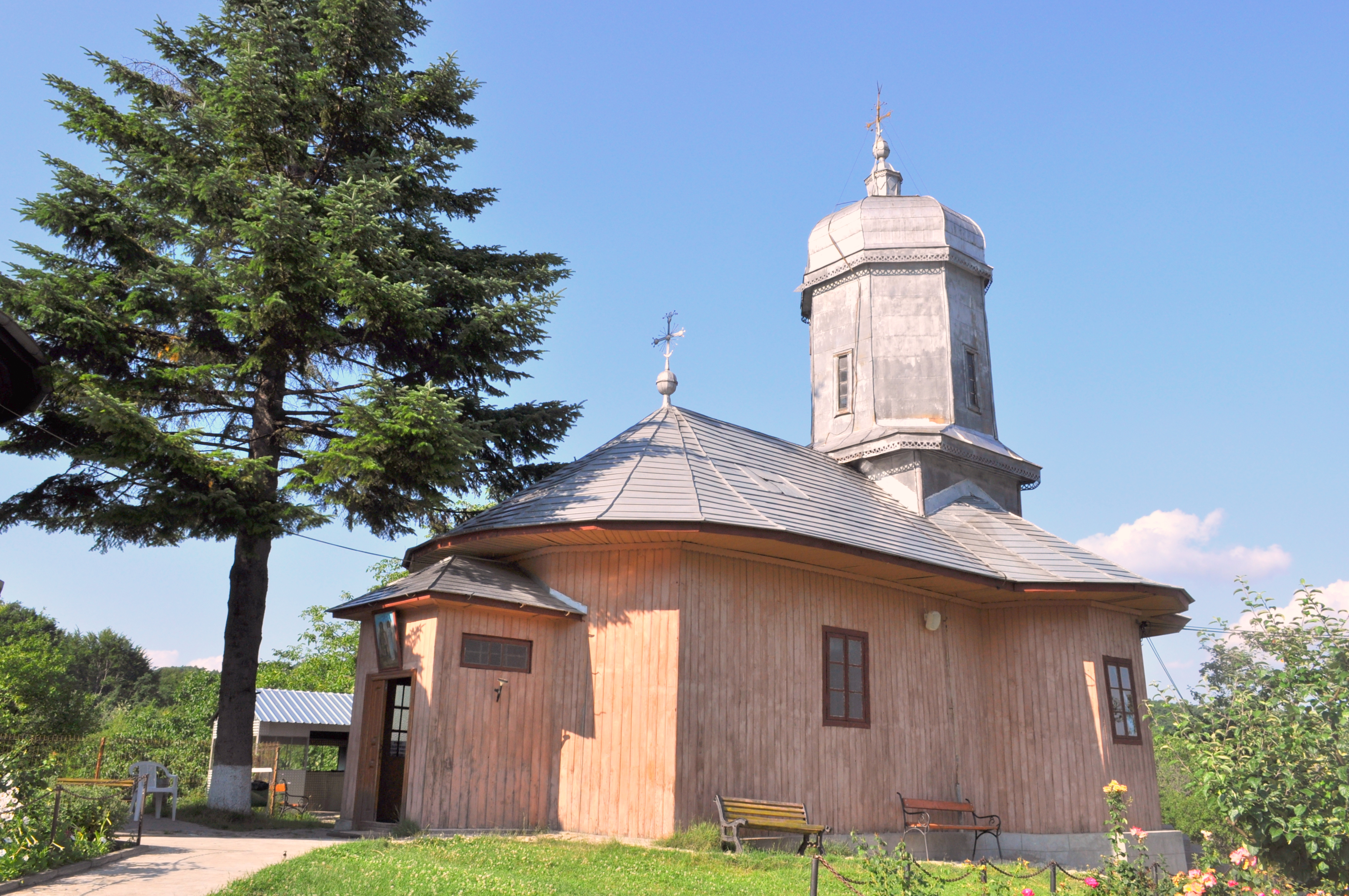
Biserica de lemn a Mănăstirii Dălhăuți

- Drumul național DN2 pe ruta Focșani - Ceardac - Golești - drumul județean DJ205B în direcția Cârligele - Bonțești - Dălhăuți. De aici, urmând drumul comunal DC211 se ajunge în sit[16].

## Obiective turistice
- Ansamblul mănăstirii Dălhăuți, complex monahal ce cuprinde biserica de lemn „Sfinții Arhangheli” (1810), biserica „Izvorul Tămăduirii” (1828) și biserica „Sfinții Împărați” (1840-1850); monument istoric.
- Ansamblul mănăstirii Cotești (biserica  „Sfânta Treime” și turn clopotniță), construcție 1720, monument istoric.
- Biserica „Sfinții Voievozi” din Bonțești, datând de la sfârșitul secolului al XVII-lea, începutul secolului al XVIII-lea; monument istoric.
- Situl arheologic „La Fântâni” de la Bonțești (așezări atribuite atribuite perioadei eneolitice aparținând culturii Cucuteni; respectiv La Tène, cultura carpică.